# Laudomia Forteguerri
Laudomia Forteguerri (Siena, 1515 – Siena, ...) è stata una nobildonna e poetessa italiana.
(Bernardo Tasso, Amadigi, c. XLIV)

## Biografia
Laudomia nacque da Alessandro Forteguerri e Virginia Pecci e fu battezzata il 3 giugno 1515. Sposata a Giulio Colombini, ebbe tre figli: Olimpia nel 1535, Antonia nel 1537 e Alessandro nel 1539.

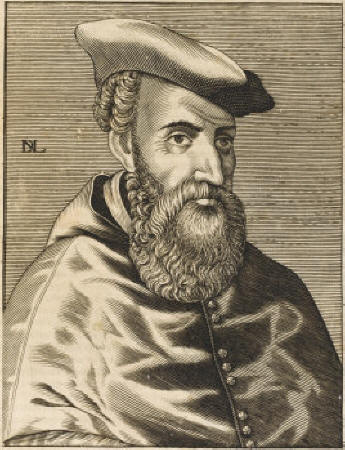
Alessandro Piccolomini

Il letterato Alessandro Piccolomini, che la corteggiò per anni, le dedicò nel 1539 il dialogo La Raffaella, nel quale rappresenta gli amori di Aspasio con Margherita, una donna infelicemente sposata. Nel 1540 le dedicò due operette scientifiche, De la sfera del mondo e De le stelle fisse, per venire incontro, sostiene, agli interessi danteschi di Laudomia, mentre dedicato al figlioletto Alessandro, a cui aveva fatto da padrino, è il trattato De la institutione di tutta la vita de l'huomo nato nobile, pubblicato a Venezia nel 1542.
Anche Marcantonio Piccolomini, uno dei fondatori dell'«Accademia degli Intronati», la rese protagonista del suo dialogo Il Sodo Intronato, del 1538, mentre Benedetto Varchi in un sonetto e Bernardo Tasso nell'Amadigi ne lodarono la grande bellezza. Quando poi Laudomia, rimasta vedova nel 1542, si risposò nel 1544 con un Petruccio Petrucci, Alessandro Piccolomini sosterrà, in versi inevitabilmente petrarcheschi, che la Forteguerri avrebbe mancato al suo giuramento d'amore eterno:

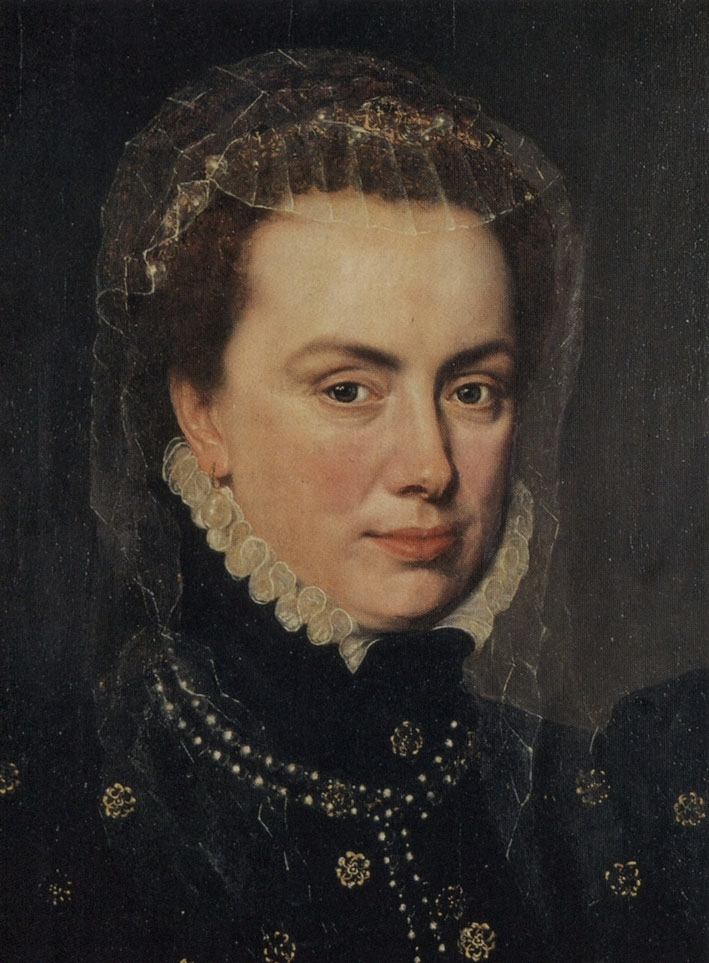
Margherita di Parma

La Forteguerri scrisse anche poesie, nella forma del sonetto petrarchesco. Ne furono pubblicati sei, uno dedicato alla poetessa Alda Torella Lunata e gli altri cinque alla principessa Margherita d'Austria, figlia naturale di Carlo V, conosciuta a Siena nel 1535. Uno di questi:
fu pubblicamente lodato nel 1541 da Alessandro Piccolomini all'Accademia degli Infiammati.
Recentemente si è infine accettato di prendere in considerazione la notizia, tramandata da diversi suoi contemporanei, che quello tra Forteguerri e Margherita d'Austria fosse un legame d'amore: 

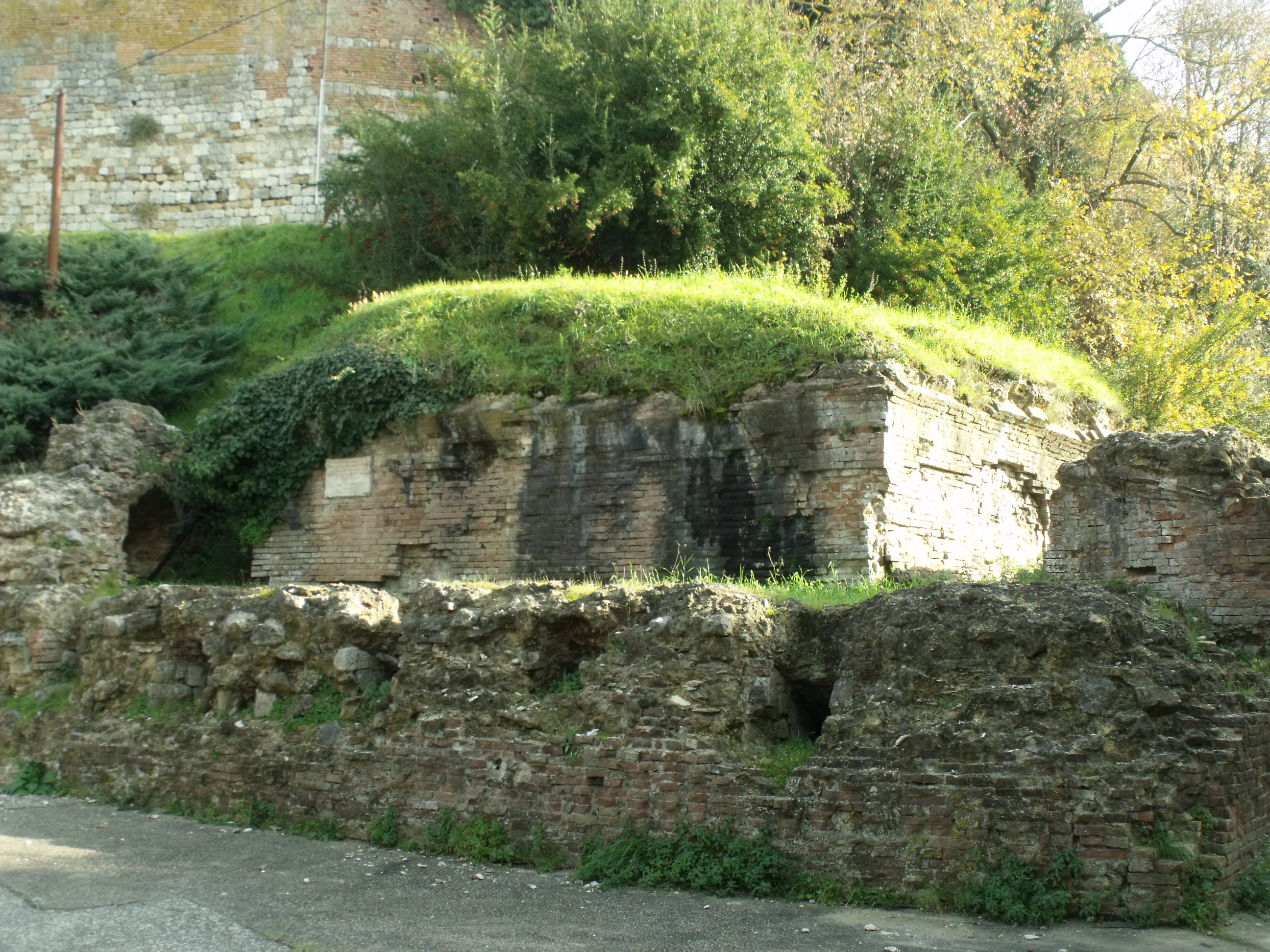
Bastione di Siena, chiamato «Fortino delle Donne», in via Montluc.

Donna indipendente e decisa, la Forteguerri prese parte attiva alla difesa di Siena durante l'assedio della città condotto nel 1555 dagli spagnoli e dai fiorentini di Cosimo de' Medici, organizzando un gruppo di donne nella costruzione di fortificazioni.

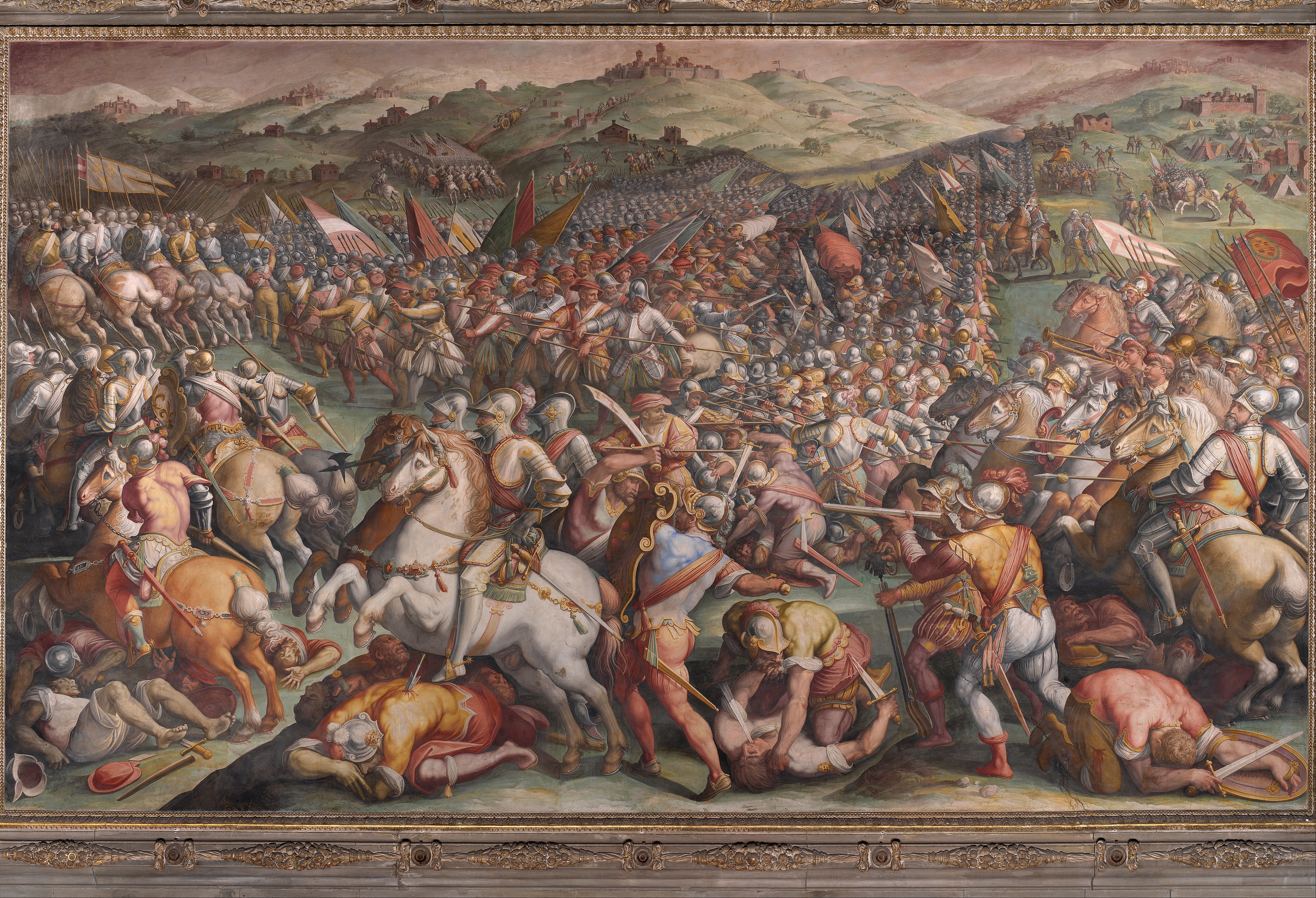
Giorgio Vasari, La battaglia di Marciano in Val di Chiana, affresco (1570-71; Firenze, Palazzo Vecchio).

L'episodio, narrato per la prima volta dal comandante francese Blaise de Monluc, alleato dei Senesi, fu poi ripreso, consolidando la fama della Forteguerri di donna di grande bellezza così come di grande coraggio. Vi è chi pensò che ella morisse durante l'assedio, e dunque nel 1555, ma la circostanza, oltre a non avere altri riscontri, sembra essere smentita dalla dedica a lei fatta nel 1556 di un sonetto dal letterato Giuseppe Betussi, che la descrive ancora vivente in una Siena che aveva ormai perduto la propria indipendenza.

## Opere
- Alessandro Lisini e Pilade Bandini (a cura di), Sonetti di madonna Laudomia Forteguerri, poetessa senese del secolo XVI, Siena, Tipografia Sordomuti di L. Lazzeri, 1901, SBN CUB0283838.